# Carré d’Art
Das Carré d’art (wörtlich etwa: „Viereck der Kunst“) in Nîmes in Südfrankreich ist ein modernes Kulturzentrum nach Art des Pariser Centre Pompidou. Es besteht aus einem Museum moderner Kunst und einer öffentlichen Bibliothek.

## Geschichte
An der Stelle des heutigen Carré d’art befand sich ein im Februar 1800 eröffneter Theaterbau mit klassizistischer Steinfassade, der am 27. Oktober 1952 einer Brandstiftung zum Opfer gefallen war. Die erhalten gebliebene Hauptfassade mit ihrer mächtigen Kolonnade sollte zunächst auch im Falle eines Neubaus erhalten bleiben, nicht zuletzt wegen der benachbarten Maison Carrée, einem hervorragend erhaltenen römischen Tempel des ersten vorchristlichen Jahrhunderts.
1984 wurde ein Wettbewerb unter zwölf geladenen Architekten, darunter Frank Gehry, Jean Nouvel und César Pelli, zugunsten des britischen Architekten Norman Foster entschieden. Fosters Gebäude wurde im Mai 1993 eröffnet. Auf die Erhaltung der Theaterfassade wurde letztlich trotz zahlreicher Proteste verzichtet, sie wurde demontiert und bei der Autobahnraststätte Caissargues in freier Natur rekonstruiert. Fosters Glasfront mit ihren schmalen Stahlpfeilern nimmt allerdings das Säulenmotiv der benachbarten Maison Carrée auf und das neungeschossige Kulturzentrum respektiert durch Tieflegung mehrerer Geschosse das Bauhöhenprofil des Platzes. Die energetische Sinnhaftigkeit von Fosters Glaskubus im mediterranen Bereich wurde zum Teil bestritten.

Außenansicht
Der Innenraum
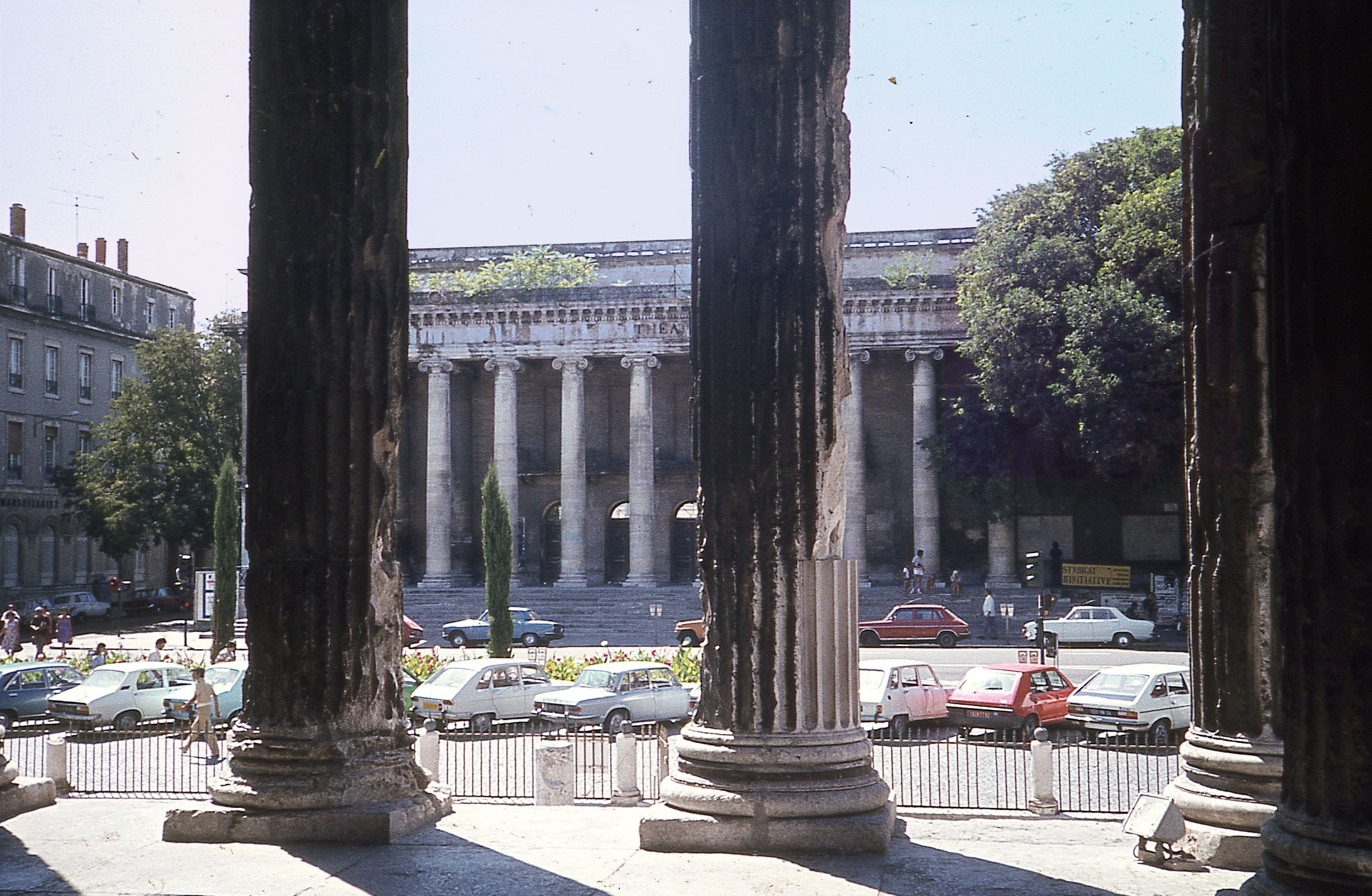
Die Theaterfassade 1980
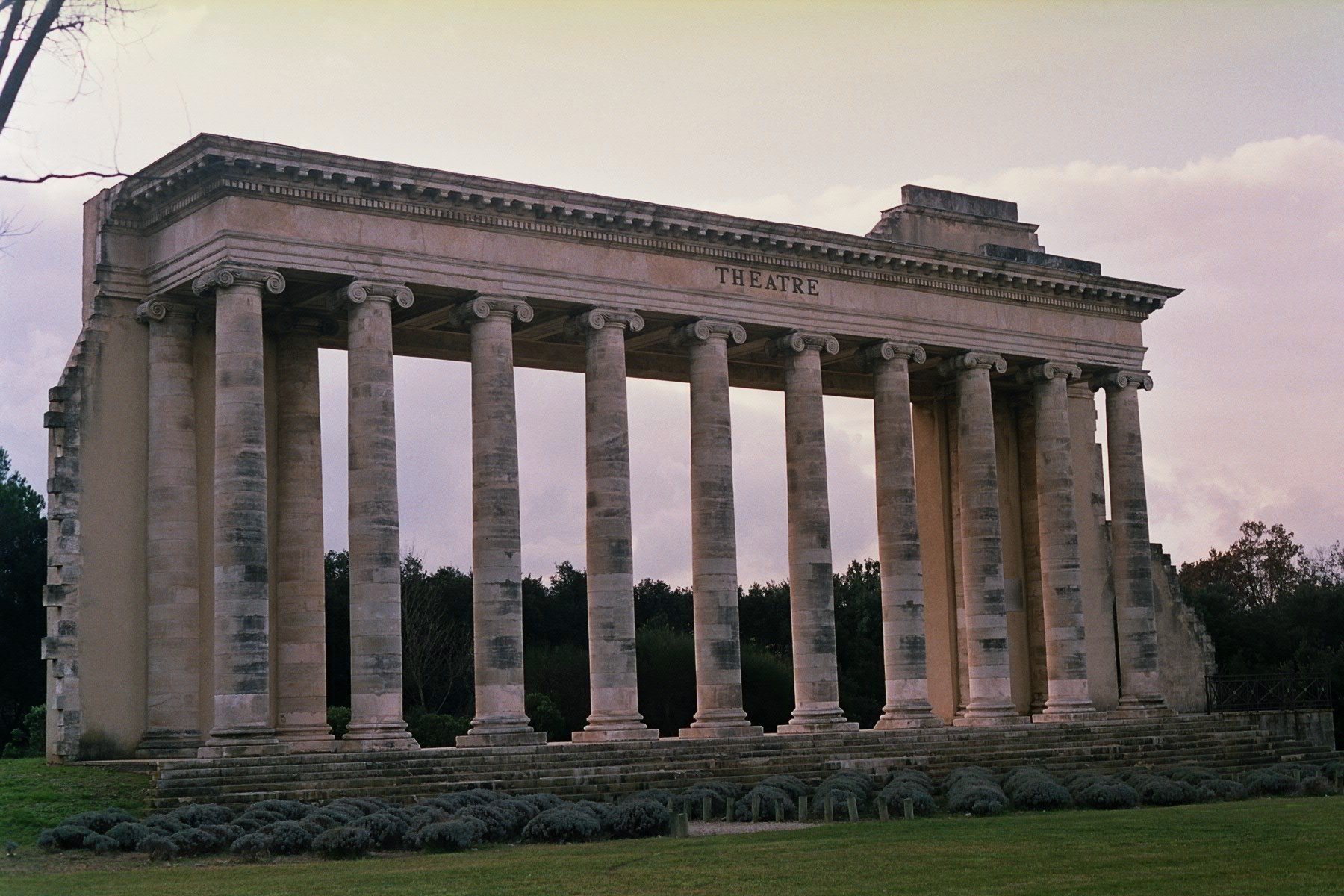
Die aus dem Stadtzentrum ins Grüne transferierte Kolonnade

## Betrieb
Das Museum ist als Musée de France anerkannt. Die Sammlung umfasst 480 Objekte moderner Kunst, die ab 1986 erworben wurden. Regelmäßig werden Sonderausstellungen durchgeführt.